# 伊奥尼亚群岛合众国
伊奥尼亚群岛合众国（英語：United States of the Ionian Islands），是历史上英国的一个保护国，由伊奥尼亚群岛组成，1815年成立，1864年并入希腊。
1800年，俄国从法国手中夺取伊奥尼亚群岛，建立了塞普丁修拉共和国。1807年，俄国根据《蒂尔西特条约》放弃该群岛，致使塞普丁修拉共和国被法国吞并。其后，英国攻占了该群岛，在维也纳和会上获得了该群岛的保护权，建立了“伊奥尼亚群岛合众国”。1864年，根据《伦敦条约》，英国将伊奥尼亚群岛合众国割让与希腊。